# Indugel
Indugel es un explosivo tipo hidrogel sensible al detonador con baja sensibilidad al roce y al impacto.

## Usos
Este explosivo es empleado en minería y obras civiles y especialmente diseñado para voladuras en pequeños diámetros, en rocas duras y semiduras. Sus aplicaciones más comunes son: explotación de minerales, obras de construcción, demolición de edificios e infraestructura civil y en voladuras subterráneas con adecuada ventilación. Otras personas usan este tipo de explosivos con fines terroristas; es uno de los explosivos más utilizados por las Fuerzas Armadas Revolucionarias de Colombia. Este explosivo sustituyó a la dinamita, que es bastante más insegura.